# Luigi Candoni
Luigi Candoni (Arta Terme, 2 ottobre 1921 – Udine, 13 agosto 1974) è stato un drammaturgo e scrittore italiano.

## Biografia
Nato a Cedarchis di Arta Terme nel 1921, fu costretto a interrompere gli studi universitari per arruolarsi nell'esercito italiano nel 1940. Entrò a far parte del corpo degli Alpini e, dopo il trasferimento in Libia, fu catturato dall'esercito statunitense e trasferito nel campo di prigionia di Fort Meade, nello Stato di Washington.
Durante la prigionia si avvicinò alle nuove tendenze del teatro statunitense attraverso le opere di Tennessee Williams, Eugene O'Neill e Arthur Miller. Tornato in Italia, consegue la laurea e si trasferisce a Roma per lavoro.
Tra il 1955 e il 1962 organizzò i Festival della Novità, rassegne dedicate alla presentazione di opere teatrali di autori contemporanei e d'avanguardia. Durante uno di questi festival venne presentata la prima nazionale de Il gioco è alla fine di Samuel Beckett, regia di Andrea Camilleri.
Oltre alla drammaturgia, si occupò di altri linguaggi espressivi, tra cui il radiodramma, la narrativa, la poesia e la sceneggiatura televisiva. Tra i suoi lavori si annoverano i romanzi La poltrona elettrica (Roma, Edizioni Orazero, 1971), Valp l’ultimo eroe (Roma, Gremese Editore, 1974), l'originale televisivo Nessuno è solo (1959) e il radiodramma Nebbia (1969).
Nel 1967, a seguito di una grave malattia, tornò a Udine, dove dedicò gli ultimi anni alla promozione della lingua e della cultura friulana. Si impegnò per la creazione di un polo universitario indipendente con sede a Udine e per l'istituzione di un Teatro Stabile Friulano distinto da quello di Trieste. Nel 1970 istituì il Premio Candoni-Teatro Orazero.
Morì a Udine nel 1974 all'età di cinquantadue anni.

## Teatro
Luigi Candoni è una figura di rilievo nel panorama teatrale italiano del secondo dopoguerra. La sua produzione si caratterizza per la versatilità e l'attenzione alle innovazioni teatrali, sviluppando una drammaturgia incentrata su tematiche legate alla storia, alle passioni umane e al confronto con il destino. Pur dedicandosi anche al teatro comico, è associato al Teatro dell'assurdo in Italia. Nelle sue opere, la ricerca della verità è una tematica ricorrente.

## Opere teatrali
- Un uomo da nulla (1953). Regia di Gianfranco De Bosio.
- Eva nascerà domani (1956). Regia Lucio Chiavarelli e Andrea Camilleri.
- Palle di neve (1957), con Paola Borboni.
- Desiderio del sabato sera (1958). Regia di Enrico Maria Salerno.
- Edipo a Hiroshima (1963). Regia di Roberto Guicciardini.[2]
- Le olimpiadi dei clowns (1960) Regia di Andrea Camilleri.
- Sigfrido a Stalingrado (1964) Regia di Giuseppe Di Martino.
- I Fuochi sulle colline (1966)
- Est e Ovest vanno a Sud (1967)
- Dolci smemorie (1969)
- La verità, (1970)
- La poltrona elettrica (1971)
- Strissant vie pe gnot (Caino) (1975).

## Riconoscimenti
- Un uomo da nulla, Premio Coppa Murano per il Teatro, 1953
- Edipo a Hiroshima, Premio Pro Civitate Cristiana, 1961. Premio IDI-St. Vincent, 1963
- Sigfrido a Stalingrado, Premio Vallecorsi, 1963
- Est e Ovest vanno a sud, Premio Betti, 1966
- Strissant vie pe gnot (Caino), Premio Società Filologica Friulana, 1974
- Nessuno è solo, Premio Rai TV 1959 per il miglioro Originale Televisivo